# Europäische Bewegung Irland
Die Europäische Bewegung Irland ist eine unabhängige, gemeinnützige Organisation, die sich dafür einsetzt, die Bürger Irlands für ein Engagement für die Europäische Union zu gewinnen. Der Verein mit Sitz in Dublin ist die älteste pro-europäische Organisation des Landes und wurde fast 20 Jahre vor dem irischen Beitritt zur Europäischen Gemeinschaft 1973 gegründet. Ihre Generalsekretärin ist Noelle O’Connell, ihr Präsident ist Maurice Pratt; der irische Ministerpräsident Enda Kenny ist Ehrenpräsident der irischen Bewegung.

## Geschichte
Am 11. Januar 1954 gründeten etwa 100 Personen im Shelbourne Hotel in Dublin den irischen Rat für die Europäische Union. Seine Satzung wurde von sieben Pionieren der irischen europäischen Bewegung unterzeichnet: Donal O’Sullivan, Garret FitzGerald, Louis P. F. Smith, Denis Corboy, George J. Colley, Declan Costello und Sean J. Healy. Ihre Absicht war es, irische Bürger und Organisationen über die Europäische Wirtschaftsgemeinschaft zu informieren. Vorrangiges Ziel war die Mitgliedschaft Irlands in der Europäischen Wirtschaftsgemeinschaft. Persönlichkeiten wie die Ministerpräsidenten Garret FitzGerald und Jack Lynch, in dessen Amtszeit Irland der Europäischen Gemeinschaft beitrat, sowie die spätere irische Präsidentin Mary Robinson unterstützten die Bewegung. Seit dem Beitritt Irlands zur EG 1973 setzt die Europäische Bewegung Irland ihre Arbeit fort, die im Wesentlichen in der Information der irischen Bürger über die EU besteht.

## Aktivitäten
Die Europäische Bewegung Irland verfolgt auch weiterhin das Ziel, alle irischen Bürger an der Diskussion über die Europäische Union zu beteiligen und das Bewusstsein der Iren für die EU auch im täglichen Leben zu verankern. Dabei bedient sich die Europäische Bewegung Irland einer Reihe von Informationskampagnen sowie Bildungs- und Trainingsprogrammen.

### Informationskampagnen
Im Jahr 2010 veranstaltet die Europäische Bewegung Irland drei Kampagnen: die Citizen’s Initiative Campaign, die Grad Jobs Campaign und die Accountability Campaign.

### Bildungs- und Trainingsprogramme
Dazu treten Bildungs- und Trainingsprogramme, die zum Verständnis der EU beitragen und gleichzeitig zur Diskussion über Europa anregen sollen. Das wichtigste Programm ist Europa in 20 Minuten, in dem die Arbeitsweise der Europäischen Union erklärt wird und Fragen gestellt werden können. Adressaten sind Schulen, Universitäten und Unternehmen.
Hinzu kommt der Wettbewerb Meine Vision von Europa für 15–17, die hier Gelegenheit haben, ihre Vorstellung von Europa zu formulieren.

## Europäische Bewegung International
Der Verein ist Mitglied der Europäischen Bewegung International. Dieses pan-europäische Netzwerk ist in 42 europäischen Ländern präsent und hat über 30 internationale Mitgliedsorganisationen.